# Martín Ruiz Moreno
Martín Ruíz Moreno nació el 10 de abril de 1833 en Ciudad de Rosario (Argentina). Se destacó como magistrado, historiador, escritor catedrático. Falleció en la ciudad de Buenos Aires el 20 de septiembre de 1919.

## Reseña biográfica
Martín Ruíz Moreno nació en Rosario (Argentina), el 10 de abril de 1833.
Su familia se radicó en la  Provincia de Entre Ríos en 1834  y en 1848  su padre,  Martín José Ruíz Moreno,  fue designado por Justo José de Urquiza como Primer Capitán del  Puerto de Diamante (Argentina).
En 1849 ingresa en el Colegio del Uruguay  y en 1857 el  Consejo Universitario de Concepción del Uruguay,  le confiere el grado de Doctor en Jurisprudencia.
Se desempeñó como Jefe de Policía de Rosario (Argentina)   y San Lorenzo (Santa Fe); Juez de Primera Instancia; Intendente Municipal de  Rosario (Argentina), cargo que tuvo igualmente en Concepción del Uruguay y en Paraná (Argentina); Convencional y luego Ministro en   Santiago del Estero (ciudad). 
Otra vez en Entre Ríos, su actuación pública es múltiple:  Juez de alzada; Camarista y Fiscal del Superior Tribunal de Justicia de Entre Ríos; catedrático de Filosofía en Concepción del Uruguay y docente en otros colegios provinciales. 
Ejerció la presidencia del Departamento de Educación, y se lo comisionó para organizar el archivo General de Entre Ríos.
En 1893 le tocó presidir el Comité de la Cruz Roja entrerriana.
Por su amistad y su adhesión a Ricardo López Jordán, se lo eligió diputado por Entre Ríos durante el gobierno de Bartolomé Mitre.   Junto con Adolfo Alsina fue autor del proyecto de ley de  repatriación de los restos del general San Martín, propósito que se cumplió en 1880.
Este patriarca de la historia entrerriana, que solía firmar algunos escritos con el seudónimo de Martín Guerra, fue gran amigo del general Urquiza, quien  le encomendó la tarea de  entrevistar al general Bartolomé Mitre después de la batalla de Pavón con el objetivo de arribar a una paz definitiva entre Buenos Aires y la  Confederación,  propósito que no llegó a concretarse. 
Intervino como magistrado en el proceso que se le siguió a José María Mosqueira, en 1871, por su participación en el asesinato de Urquiza. El acusado fue sobreseído por falta de pruebas. 
Amigo de Evaristo Carriego   arbitró los medios para que este regrese a Entre Ríos  y  obtenga  un cargo que le permitiera subsistir con decoro. Carriego dejó en manos de Ruíz Moreno una gran cantidad de papeles personales, entre ellos la Autobiografía.
Martín Ruíz Moreno murió en Buenos Aires el 20 de septiembre de 1919.

## Obras
- 1870 - La intervención armada, única causa de la guerra en Entre Ríos, Buenos Aires, La Discusión.[8]
- 1887 - Apuntes sobre el jurado en materia criminal. (donde hay interesantes consideraciones sobre la libertad de imprenta).  Impr. La Universidad de J.N. Klingelfuss. Buenos Aires.[9]
- .1894 -  Estudio sobre la vida pública del general  d. Francisco Ramírez.  Tipografía, litografía y enc. "La Velocidad",  Paraná.[10]
- 1896 - La provincia de Entre-Rios, sus leyes sobre tierras. p. 27. Tipografía Guttemberg de Miró y Pizzola.[11]
- 1905 - 08 - La revolución contra la tirania y la organización nacional. Gran Establecimiento La Capital. Rosario.[12]
- 1910 - El general Urquiza en la instrucción pública. Librería La Facultad de Juan Roldán. Buenos Aires.[13]
- 1913 - La presidencia del doctor Santiago Derqui y la batalla de Pavón. J. Roldan. Buenos Aires.[14]
- 1914 - Contribución a la Historia de Entre Ríos.  Librería "La Facultad, " de J. Roldán.  Buenos Aires.[15]